# Programowanie matematyczne
Programowanie matematyczne – problem optymalizacyjny postaci:
Maksymalizacja {\displaystyle f(x)} przy warunkach
1. {\displaystyle g(x)\leqslant 0,}
2. {\displaystyle h(x)=0.}

gdzie {\displaystyle x} należy do {\displaystyle X,} {\displaystyle X} jest podzbiorem przestrzeni {\displaystyle \mathbb {R} ^{n},} zaś {\displaystyle f,g} i {\displaystyle h} są funkcjami zdefiniowanymi na tym podzbiorze.
Warunki 1. i 2. nazywane są warunkami ograniczającymi, natomiast funkcja {\displaystyle f} to funkcja celu; rozwiązania tego problemu nazywa się rozwiązaniami optymalnymi. W języku teorii decyzji, gdzie programowanie matematyczne znalazło szerokie zastosowanie (np. przy optymalizacji struktury kosztów produkcji), pojęciom tym odpowiadają kolejno: warunek ograniczający decyzję, kryterium oceny decyzji oraz decyzja optymalna.
Problem został zdefiniowany jako problem maksymalizacji, jednak można przedstawić problem równoważny:
Minimalizacja {\displaystyle -f(x)} przy warunkach:
1. {\displaystyle g(x)\geqslant 0,}
2. {\displaystyle h(x)=0.}

Nie istnieje jeden efektywny algorytm rozwiązania problemu programowania matematycznego, dlatego problemy należące do różnych klas rozwiązywane są różnymi metodami. Oto najważniejsze z nich:
- programowanie całkowitoliczbowe
- programowanie celowe
- programowanie dynamiczne
- programowanie kwadratowe
- programowanie liniowe
- programowanie nieliniowe
- programowanie sieciowe
- programowanie zero-jedynkowe

## Przykład
Do produkcji opakowań potrzebny jest karton i folia aluminiowa, przy czym dostępne są dwie metody produkcji (A i B). W metodzie A zużywamy 0,5 jednostki kartonu i 0,45 jednostki folii. W metodzie B zużywamy odpowiednio 0,6 i 0,5 jednostek produktów. Maksymalna dzienna produkcja jedną i drugą metodą wynosi 200 opakowań. Opakowanie wyprodukowane metodą A przynosi nam zysk w wysokości 1,5 zł, zaś metodą B – 1,8 zł. Jednocześnie jesteśmy w stanie dostarczyć dziennie do fabryki 200 jednostek kartonu i 300 jednostek folii. Jaki plan produkcji należy przyjąć, aby zysk z przedsięwzięcia był największy?
Formułujemy zadanie programowania matematycznego: Niech {\displaystyle x_{A}} i {\displaystyle x_{B}} oznaczają odpowiednio liczbę jednostek wyprodukowanych metodą A i B. Zysk można opisać funkcją: {\displaystyle f(x)=1{,}5{\text{ zł }}\cdot x_{A}+1{,}8{\text{ zł }}\cdot x_{B}.} Dziennie zużyjemy {\displaystyle 0{,}5\cdot x_{A}+0{,}6\cdot x_{B}} jednostek kartonu i {\displaystyle 0{,}45\cdot x_{A}+0{,}5\cdot x_{B}} jednostek folii. Zapisujemy warunki oraz funkcję celu:
maksymalizacja: {\displaystyle 1{,}5{\text{ zł }}\cdot x_{A}+1{,}8{\text{ zł }}\cdot x_{B}}
{\displaystyle 0{,}5\cdot x_{A}+0{,}6\cdot x_{B}\leqslant 200}
{\displaystyle 0{,}45\cdot x_{A}+0{,}5\cdot x_{B}\leqslant 300}
{\displaystyle x_{A}\leqslant 200}
{\displaystyle x_{B}\leqslant 200}
{\displaystyle x_{A}\geqslant 0} i {\displaystyle x_{B}\geqslant 0}
Jednym z siedmiu rozwiązań optymalnych jest: należy wyprodukować 196 jednostek metodą A i 170 jednostek metodą B. Osiągniemy wtedy maksymalny zysk 600 zł.